# 内韦娜·约万诺维奇
内韦娜·约万诺维奇（1990年6月30日—）生于克拉列沃，是一名塞尔维亚女子篮球运动员，场上位置是得分后卫。约万诺维奇在童年时曾接触过足球、手球等运动，最后于11岁时开始练习篮球。2012年，她参加WNBA选秀，但并未被选中。